# Orlando Fals Borda
Orlando Fals Borda (Barranquilla, 11 de julho de 1925 - Bogotá, 12 de agosto de 2008) foi um pesquisador e sociólogo colombiano. Um dos fundadores da pesquisa-ação participativa, foi precursor do pensamento crítico e um dos mais importantes pensadores na América Latina.
Com o padre Camilo Torres Restrepo, e intelectuais como Eduardo Umaña Luna, María Cristina Salazar, Virginia Gutiérrez de Pineda, Carlos Escalante, Darío Botero e Tomás Ducay, fundou em 1959 uma das primeiras faculdades latinas de sociologia, na Universidade Nacional da Colômbia. Tendo navegado entre diferentes saberes e disciplinas, sua perspectiva construiu um vínculo entre a ciência e a política, mudando as relações entre a sociedade e o conhecimento. No final dos anos 1960, desempenhou um papel fundamental na fundação do CLACSO ( Conselho Latino-Americano de Ciências Sociais ). Parte essencial de seu esforço intelectual centrou-se na construção de uma perspectiva da fronteira e da periferia, centrada nas condições de subordinação das sociedades latino-americanas.
Pensador polêmico e militante, Borda desenvolveu uma concepção ética da subversão baseada em um método particular de análise e uma práxis, denominada "subversão positiva". Sua perspectiva também contribuiu para o desenvolvimento de interpretações críticas recentes, como o pós-colonialismo ligado à análise dos efeitos da modernidade da colonialidade nos processos de transformação na América Latina.